# Дара
Вижте пояснителната страница за други значения на Дара.
Дара – Анастасиуполис (на гръцки: Δαραί; ’Aναστασιούπολις; Dara-Anastasiupolis) е важен късноантичен византийски крепостен град в Северна Месопотамия между Нисибис и Мардин. В наши дни на негово място се намира малкото село Oğuz (Турция).
Дара е новооснован през 505 г. от император Анастасий I. Построен е след избухналата през 502 г. персийска война, за да подобри стратегическата позиция на римляните.
През 530 г. се провежда битката при Дара между Източната римска империя с Юстиниан I и Сасанидското царство с Кобад I.